# Lilly Andres
Petra „Lilly“ Andres (* 22. Dezember 1983 in Mainz) ist eine deutsche Tischfußball-Spielerin, mehrfache deutsche und mehrfache Weltmeisterin.

## Leben
Im Alter von 20 Jahren begann Lilly Andres, eine gelernte Maskenbildnerin, mit dem Tischfußball. 2006 wurde sie Profi-Tischfußballerin. 2009 gewann sie erstmals den deutschen Meistertitel im Einzel sowie gemeinsam mit Sandra Ranff Vize-Meisterin und wurde mit der Nationalmannschaft, deren Kapitänin sie ist, in den Jahren 2009, 2012 und 2013 Weltmeister. 2010 und 2019 wurde sie zudem Weltmeisterin im Frauen-Doppel und 2013 Vize-Weltmeisterin im Einzel. Mit der Mannschaft der Bears Berlin gewann sie 2013 den erstmals ausgetragenen European Champions Cup für Damen; 2015 wiederholte das Team diesen Erfolg. Bis einschließlich 2022 wurde sie insgesamt sechs Mal Weltmeisterin.
Andres startet für den Berliner Tischfußballverband (TFVB). Ihr Spitzname lautet aufgrund ihrer Spieltechnik Longshot Lilly. Gemeinsam mit dem deutschen Meister Johannes Kirsch betrieb sie die Firma „Kivent“, die Veranstaltungen für Tischfußball organisierte. Sie war ehrenamtlich als Sportwartin für den Deutschen Tischfußballbund tätig.
Andres lebte in Köln (Stand 2016), 2022 in Gießen.